# Slovenská menšina v Polsku
Slováci jsou státem uznanou národnostní menšinou v Polské republice. Podle zákona jejími příslušníky jsou polští státní občané se slovenskou národností. 

## Početní zastoupení
Ve sčítání lidu v roce 2002 se k ní přihlásilo 1 710 osob. Všech Slováků (s polským a jiným občanstvím) je ovšem podle toho sčítání více – 2 001. Zároveň pouze 479 členů menšiny uvedlo slovenštinu za svou obcovací řeč. Avšak podle vlastních odhadů slovenských organizací jsou polští Slováci mnohém početnější, než vyplývá z oficiálních údajů – mluví se dokonce o 47 tisících.

## Historie

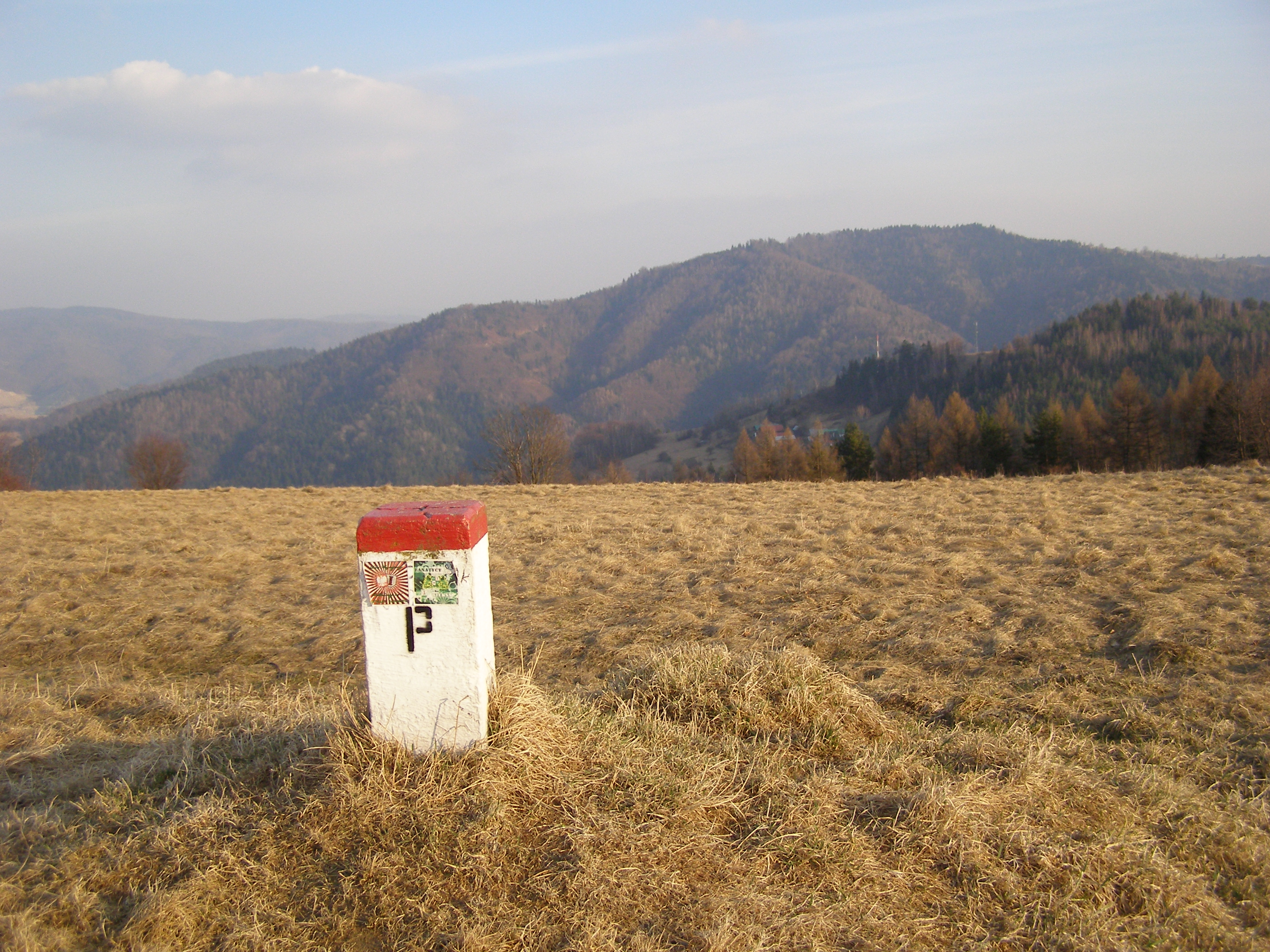
Hraniční kámen mezi Polskem a Slovenskem v Beskydech.

Naprostá většina polských Slováků žije v polské části Oravy a Spiše, tedy v okresech Tatry a Nowy Targ Malopolského vojvodství. Jedná se o území patřící před rokem 1918 k Uhersku, jehož obyvatelstvo, hovořící přechodnými polsko-slovenskými goralskými nářečími, bylo do 19. století národně neuvědomělé. V té době zde svou působnost začali jak polští, tak slovenští buditelé, výsledkem čehož část autochtonů přijala polskou identitu, část pak slovenskou. 
Po pádu Rakouska-Uherska (říjen 1918) vypukl spor o obě oblasti mezi nově vzniklými Československem a Polskem. 28. července 1920 Velvyslanecká konference vydala rozhodnutí o rozdělení sporných území mezi oba státy – Polsko získalo 20 % Oravy a 4,2 % Spiše (viz Polská Spiš). Takto vymezené hranice, i přes události z let 1938 až 1945 (nejdřív Polsko anektovalo sebou nárokované území, potom fašistické Slovensko obsadilo polské části obou oblastí), existují dodnes. Zatímco na polské straně žije slovenská menšina, na slovenské pak jsou osoby hlásící se k národností polské.
Podle sčítání lidu v roce 2002 gminami s největším podílem Slováků jsou: Nowy Targ (3,26 %), Tatranská Bukovina (2,85 %), Nižné Lapše (2,66 %), Jablonka (1,26 %) a Vyšná Lipnica (0,53 %). Údaje pro jednotlivé obce nejsou dostupné. Počet osob se slovenskou obcovací řečí je o dvě třetiny menší, protože polští Slováci hovoří hlavně goralštinou, všeobecně považovanou za polské, nikoliv slovenské nářečí.
Hlavní organizací slovenské menšiny je Spolek Slováků v Polsku (Spolok Slovákov v Poľsku) se sídlem v Krakově, který zastupuje i polské Čechy. Spolek, jehož nynějším předsedou je Józef Ciągwa (Jozef Čongva), vydává měsíčník Život a řídí vlastní tiskárnu. Na jedenácti školách se slovenským jazykem vyučovacím se jej v školním roce 2005/2006 učilo 279 žáků. Největší kulturní akcí slovenské komunity jsou Dny slovenské kultury konající se každoročně v červenci jak v oravských a spišských obcích, tak v Krakově.